# Лекма (приток Чепцы)
Лекма́ (удм. Люкмы́) — река в Удмуртии. Устье реки находится в 226 км от устья Чепцы по левому берегу. Длина реки — 127 км, площадь водосборного бассейна — 1580 км².
Средний уклон — 0,7 м/км, скорость течения среднем течении около 0,1—0,2 м/с, в низовьях около 0,3 м/с. Ширина реки в среднем течении составляет 7 — 10 м, в низовьях 25 — 30 м.

## География
Река берёт начало на Красногорской возвышенности, недалеко от деревни Шахрово Красногорского района. Протекает на север и северо-запад и впадает в Чепцу напротив деревни Усть-Лекма Ярского района в 7 км к северо-западу от посёлка Яр. Протекает по территории трёх районов: Красногорского, Юкаменского, Ярского.
На реке расположены сёла и деревни:
- Красногорский район — Шахрово, Демидовцы
- Юкаменский район — село Юкаменское, Чурашур, Мустай, Тылыс, Сидорово, Татарские Ключи, Пасшур, Ёжевский, село Ёжево, Усть-Лем
- Ярский район — Ворца, село Укан, Нижний Укан. Посёлок Яр (районный центр) находится в трёх километрах от реки.

## Гидрология
Русло реки сильно извилистое, в верховьях на реке несколько плотин и запруд. Почти все притоки Лекмы — левые, представляют собой небольшие реки, стекающие с Красногорской возвышенности. Берега реки пологие, пойма луговая, за поймой смешанный лес с преобладанием хвойных деревьев. Местами русло заросло ивняком. Ширина реки до села Юкаменское 5 — 10 метров, ниже его — 15 — 20 м, у устья — 30 метров.

## Притоки
(указано расстояние от устья)
- 24 км: река Сада (лв)
- 36 км: река Чура (Нижняя Чура, лв)
- 44 км: река Моя (лв)
- 67 км: река Лема (лв)
- 74 км: река Пажма (лв)
- 95 км: река Юкаменка (в водном реестре — без названия, лв)
- 102 км: река Уни (в водном реестре — без названия, лв)
- Нижние Сюрзи (лв)
- Верхние Сюрзи (лв)